# Słupsk (gromada)
Słupsk – dawna gromada, czyli najmniejsza jednostka podziału terytorialnego Polskiej Rzeczypospolitej Ludowej w latach 1954–1972.
Gromady, z gromadzkimi radami narodowymi (GRN) jako organami władzy najniższego stopnia na wsi, funkcjonowały od reformy reorganizującej administrację wiejską przeprowadzonej jesienią 1954 do momentu ich zniesienia z dniem 1 stycznia 1973, tym samym wypierając organizację gminną w latach 1954–1972.
Gromadę Słupsk z siedzibą GRN w mieście Słupsku (nie wchodzącym w jej skład) utworzono 31 grudnia 1961 w powiecie słupskim w woj. koszalińskim z obszarów zniesionych gromad Ryczewo (oprócz wsi Ryczewo) i Głobino w tymże powiecie; równocześnie do nowo utworzonej gromady Słupsk włączono część obszaru obrębów Redzikowo (87,17 ha) i Kusowo (7,27 ha) z miasta na prawach powiatu Słupska w tymże województwie.
W 1965 roku gromadą zarządzało 24 członków gromadzkiej rady narodowej.
31 grudnia 1971 do gromady Słupsk włączono obszar zniesionej gromady Wrzeście (bez Żoruchowo) oraz wsie Bydlino, Włynkowo i Włynkówko ze zniesionej gromady Strzelinko w tymże powiecie.
Gromada przetrwała do końca 1972 roku, czyli do kolejnej reformy gminnej. 1 stycznia 1973 w powiecie słupskim utworzono gminę Słupsk.